# Nemoura cochleocercia
Nemoura cochleocercia är en bäcksländeart som beskrevs av Wu, C.F. 1962. Nemoura cochleocercia ingår i släktet Nemoura och familjen kryssbäcksländor. Inga underarter finns listade i Catalogue of Life.